# Schladming
Schladming è un comune austriaco di 6 715 abitanti nel distretto di Liezen (subdistretto di Gröbming), in Stiria; ha lo status di città (Stadt) e il 1º gennaio 2015 ha inglobato i comuni soppressi di Pichl-Preunegg e Rohrmoos-Untertal. Città mineraria, è diventata una popolare stazione sciistica nella quale si sono svolte diverse competizioni di livello internazionale.

## Geografia fisica
Schladming è situata nella Stiria superiore, nell'alta valle dell'Enns (Ennstal). La città è limitata a nord dai Monti del Dachstein e a sud dai Tauri di Schladming e di Murau (nelle Alpi dei Tauri orientali).

## Stemma comunale
Lo stemma di Schladming raffigura un minatore di profilo con scalpello e martello. La figura è in color argento e rame su sfondo blu.

## Storia
La prima menzione documentata di un insediamento in questo luogo risale al 1180. Lo statuto cittadino viene documentato per la prima volta nel 1322. Ciò si deve al fiorire dell'industria mineraria nei Tauri di Schladming. Da qui sarebbero nati anche, nel 1408, i primi tentativi di uniformare le condizioni di lavoro dei minatori di tutta Europa.
Dopo che durante il periodo della Riforma protestante i minatori parteciparono alle ribellioni dei contadini contro le autorità salisburghesi, Schladming venne quasi completamente distrutta nel 1525 per ordine di Ferdinando I d'Asburgo, che revocò anche lo statuto cittadino. In seguito Schladming svolse ancora un ruolo importante nell'industria mineraria (argento, piombo, rame, cobalto, nichel). L'industria mineraria venne regolata poco a poco durante il XIX secolo.
Nel 1875 fu costruita la linea ferroviaria dell'Ennstal. In questo modo si diede inizio allo sviluppo come centro turistico e per gli sport invernali. Schladming riottenne lo statuto cittadino nel 1925; seguirono la creazione del primo rifugio alpino (Hochwurzenhütte) nel 1920 e del primo impianto di risalita sul Planai nel 1953. Altri eventi salienti per lo sviluppo turistico furono la fondazione dello sci club (Wintersportverein Schladming) nel 1908, lo svolgimento di gare di Coppa del Mondo di sci alpino dal 1973, i Campionati mondiali di sci alpino 1982, la quinta edizione delle Special Olympics nel 1993 e i Campionati mondiali di sci alpino 2013.

## Economia
Il settore economico più importante per Schladming è il turismo, in particolare quello legato agli sport invernali, cui si deve il 70% dei pernottamenti alberghieri (272 427 nella stagione 2002-2003 rispetto ai 119 220 della stagione estiva 2003). Nel territorio comunale sono presenti circa 3 500 posti letto. La montagna principale è il Planai e la seggiovia principale (a 6 posti) parte vicino al centro della città.
Finita la stagione invernale, le montagne che circondano Schladming sono rinomate per l'alpinismo e l'escursionismo e la campagna e i boschi circostanti sono frequentati da cicloturisti; in estate sono presenti piste di discesa per toboga e go kart che arrivano fino a 7 km di lunghezza. Esiste anche una grande piscina all'aperto.

## Infrastrutture e trasporti
Esiste uno speciale servizio di autobus che sale e scende dal Planai e dalle montagne circostanti per tutto l'anno.

## Amministrazione

### Gemellaggi
- Felletin, dal 1960
- Wetzlar, dal 1974
- Furano, dal 1977